# Баян (район, Індонезія)
Бая́н (індонез. Bayan) — один з 5 районів округу Північний Ломбок провінції Західна Південно-Східна Нуса у складі Індонезії. Розташований у східній частині. Адміністративний центр — село Баян.
Населення — 45586 осіб (2012; 44671 в 2010, 38169 в 2000, 31527 в 1990).

## Адміністративний поділ
До складу району входять 9 сіл:
| Населений пункт    | Населення, осіб (2010) |
| ------------------ | ---------------------- |
| Акар-Акар, село    | 6240                   |
| Аньяр, село        | 7433                   |
| Баян, село         | 4477                   |
| Каранг-Баджо, село | 3178                   |
| Лолоан, село       | 3799                   |
| Мумбул-Сарі, село  | 3267                   |
| Самбік-Елен, село  | 3013                   |
| Сенару, село       | 6350                   |
| Сукадана, село     | 6914                   |